# 平井絢野
平井 絢野（ひらい あやの、1989年〈平成元年〉12月25日 - ）は、日本の元チアリーダー。第47回（2015年度）ミス日本ファイナリスト（東日本地区代表）。チアリーダーとしての登録名はAyano。
舞台女優、ダンサーの平井琴望は妹。

## 来歴

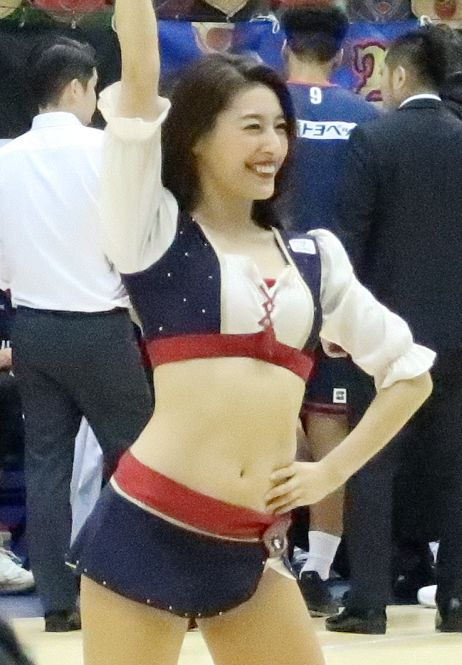
B-ROSE時代（2018年11月23日）

神奈川県横浜市出身。3歳でクラシックバレエを始め2004年に『バレエ・コンクール IN 横浜』で赤い靴賞を受賞した。
2006年に宝塚音楽学校に入学した（同期は宝塚歌劇団94期生）後2008年に大妻女子大学に進学し2009年からはバウンドプロモーションに所属する一方で歯科医院の受付を務めていたが、2010年に元々好きだったサッカーを観戦した際に真冬で雪の中だったが笑顔でパフォーマンスをしていたチアリーダーの姿を見て未経験にもかかわらず衝動的にオーディションに応募、2011年から2013年まで横浜F・マリノスの公式チアリーディングチームである『トリコロールマーメイズ』のトップチームでアマチュアとしてチアリーダーのキャリアをスタートした。
2014年からはチアリーディングチームに所属しなかったが受付業務と並行して『Cheer Up Studio新横浜』でバレエのダンスインストラクターを務め、2015年には第47回ミス日本に出場し東日本地区代表として応募総数2426人の中からファイナリスト14人に残った。
2015年から2017年まで『オールスタープロチアリーダーズ』で初めてプロのチアリーダーとして活動し（本人は当時について「前のチームと全く雰囲気が違っていてメンバーの一人一人がすごくキラキラしている」とインタビューで語っている）、2017年には第50回東京きものの女王に選出された。2017年から2018年までバスケットボール日本代表の公式チアリーディングチームである『AKATSUKI VENUS』で第1期および第2期として活動し、2018年から2020年まで横浜ビー・コルセアーズの公式チアリーディングチームである『B-ROSE』で活動した。2020年に一般男性と結婚し、チアリーダーを引退した。

## 人物
以下のプロフィールはトリコロールマーメイズ時代の2012年に発売された「2012横浜F・マリノス20周年記念オフィシャルトレーディングカード」当時のもの。
- ニックネーム：あやのちゃん、あやの氏
- 誕生日：12月25日
- 血液型：O型
- 趣味：海外ドラマを見ること
- 特技：クラシックバレエ、中国語
- 好きな食べ物：資生堂パーラーのパフェ

以下のプロフィールは2015年に出場した「第47回ミス日本」当時のもの。
- 生年月日：1989年12月25日
- 出身：神奈川県
- 職業：ダンスインストラクター
- 趣味：舞台観賞、体を動かすこと
- 特技：クラシックバレエ、チア
- 身長：168cm
- 将来の希望：品格があり華やかで表現力豊かな女性
- 座右の銘：常に笑顔で人に優しく

## 所属チーム
- 2011年-2013年  トリコロールマーメイズ
- 2015年-2017年  オールスタープロチアリーダーズ
- 2017年-2018年  AKATSUKI VENUS
- 2018年-2020年  B-ROSE

## 出演

### テレビ番組
- キックオフ!!F・マリノス（2011年、テレビ神奈川）